# Wspólne oświadczenie ws. zapewnień dotyczących ewakuacji z Afganistanu
Wspólne oświadczenie w sprawie zapewnień dotyczących ewakuacji z Afganistanu (ang. Joint Statement on Afghanistan Evacuation Travel Assurances) – wspólne oświadczenie 94 krajów z dnia 29 sierpnia 2021 r. informujące o zgodzie Talibów na swobodne opuszczenie Afganistanu przez obcokrajowców oraz ich lokalnych współpracowników.

## Część główna oświadczenia
Wszyscy jesteśmy zaangażowani w zapewnienie, aby nasi obywatele, rodacy i mieszkańcy, pracownicy, Afgańczycy, którzy z nami pracowali i ci, którzy są zagrożeni, mogli nadal swobodnie podróżować do wybranych miejsc poza Afganistanem.
Otrzymaliśmy od talibów zapewnienia, że wszyscy obcokrajowcy i każdy obywatel Afganistanu, posiadający zezwolenie na podróż z naszych krajów, będzie mógł podróżować w bezpieczny i uporządkowany sposób do punktów odlotu i podróżować poza granice kraju. Będziemy nadal wydawać dokumenty podróżne wyznaczonym Afgańczykom i mamy wyraźne oczekiwanie wobec zobowiązania ze strony talibów, że będą oni mogli podróżować do naszych krajów. Odnotowujemy publiczne oświadczenia talibów potwierdzające to porozumienie.